# Jeti-Ögüz
Jeti-Ögüz (kirgiziska: Жети-өгүз, Sju tjurar) är ett distrikt i provinsen (oblastet) Ysyk-Köl i östra Kirgizistan. Det är också namnet på en stenformation, på den närliggande byn, på dalgången i området samt på den flod som rinner i dalgångens botten. I söder ligger bergskedjan Teskei Ala-Too, som sträcker sig till en höjd av 3850 m.ö.h. Huvudorten i distriktet heter Kyzyl-Suu.

## Geografi

### Klimat
Ett kallt stäppklimat råder i trakten. Årsmedeltemperaturen i trakten är 4 °C. Den varmaste månaden är augusti, då medeltemperaturen är 16 °C, och den kallaste är januari, med −14 °C. Genomsnittlig årsnederbörd är 540 millimeter. Den regnigaste månaden är augusti, med i genomsnitt 68 mm nederbörd, och den torraste är januari, med 20 mm nederbörd.

## Etymologi och legender
Jeti-Ögüz är kirgisiska för ”sju tjurar” och anspelar på en iögonfallande stenformation med röda sandstensklippor, några kilometer söder om byn. Stenformationen Jeti-Ögüz  påminner inte på något sätt om tjurar, men är sju till antalet, och åtföljs av flera legender, som ska förklara namnet. Ett namn som först gäller formationen, och sedan dalgången, och sedan den by som anlades i dalen. Numera är det även namnet på hela distriktet och floden heter också Jeti-Ögüz. Bergsformationen åtnjuter skydd sedan 1975 som ett led i statens strävan efter att bevara kirgisiska geologiska formationer.
Den mest berättade legenden gäller en kirgisisk khan som fick sin fru stulen av en annan khan. Han ville söka hämnd och en vis man gav efter lång tvekan honom rådet att han skulle döda sin före detta fru och på det sättet se till att den andra khanen fick äga en död fru istället för en levande. Vid en begravningsmiddag kom khanen att få sitta bredvid sin före detta fru. Vid middagen slaktades tjurar för att grillas och sättas på matbordet för begravningsgästerna. När uppmärksamheten vändes mot slaktandet av den sjunde tjuren passade khanen på att döda frun. Hennes blod forsade ut, och ner genom dalen, och sköljde med sig de sju slaktade tjurarnas kroppar. Dessa stelnade på sluttningen till, och blev de sju stora röda klippor som finns att beskåda idag.
En annan legend berättar om sju vilda tjurar som härjade i trakten och som gudarna förstenade för att skydda folket i trakten.

## Fler legender
Det finns fler röda klippformationer i området. En har namnet Razbitoye Serdste, Det brustna hjärtat, för att det påminner om ett hjärtat som splittrats. Legenden berättar om en rik, men hjärtlös khan, som blir intresserad av en ung, vacker flicka. Fastän han redan har många fruar kräver han att få gifta sig med flickan, som kommer från en fattig familj. Flickan är redan trolovad och flyr med sin trolovade, när hon får höra om planerna. Khanens tjänare hinner ikapp paret och dödar den unge mannen. Flickan förs till khanens residens, men dör på vägen av sitt brustna hjärta.

## Bildgalleri

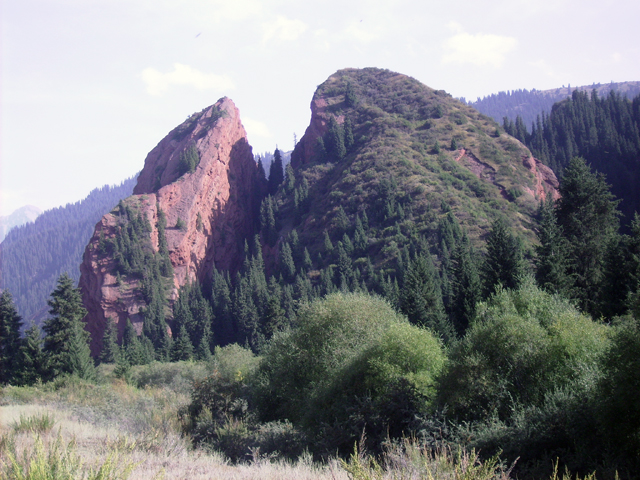
Razbitoye Serdste, Det brustna hjärtat.
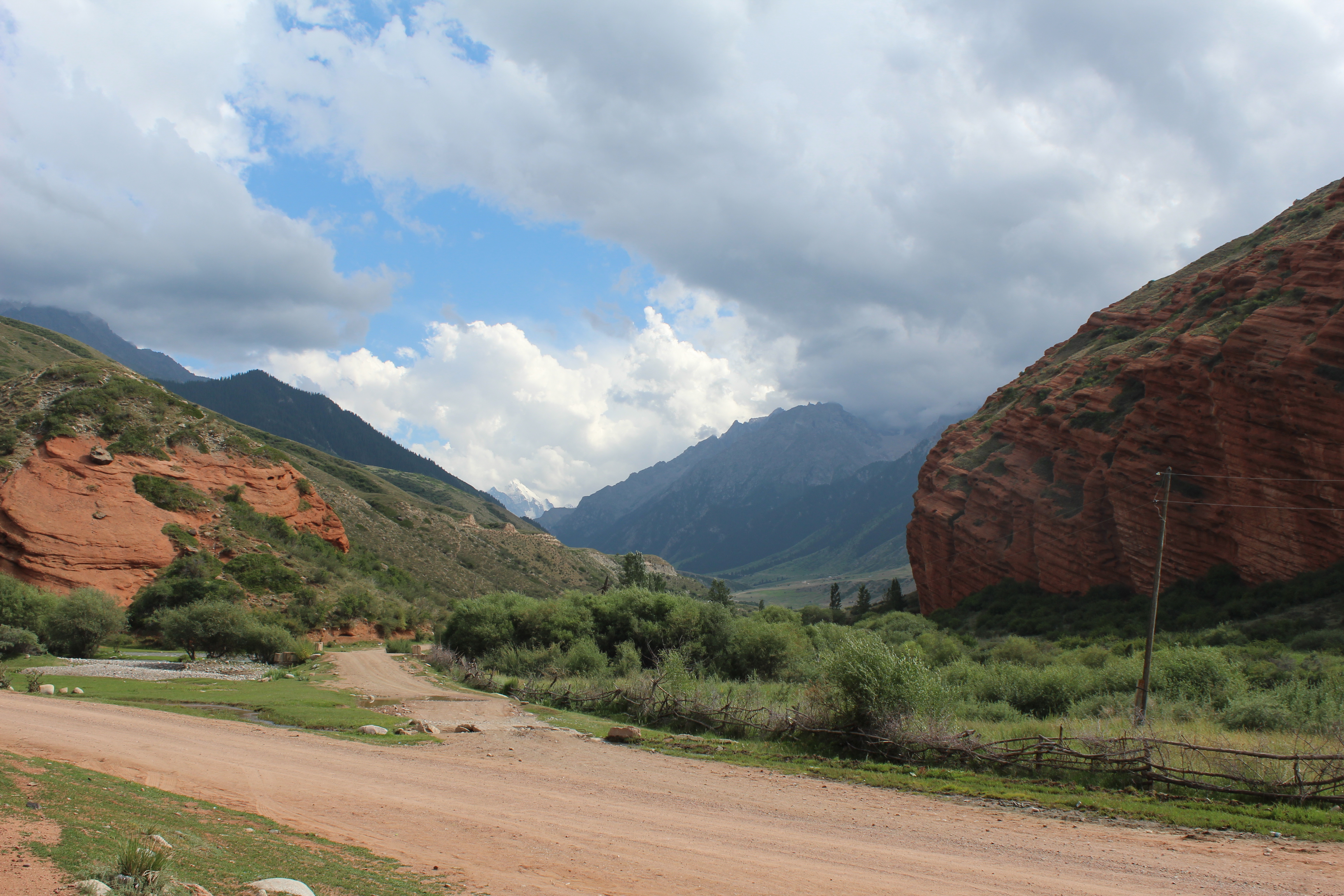
Vid slutet av Juukuravinen.
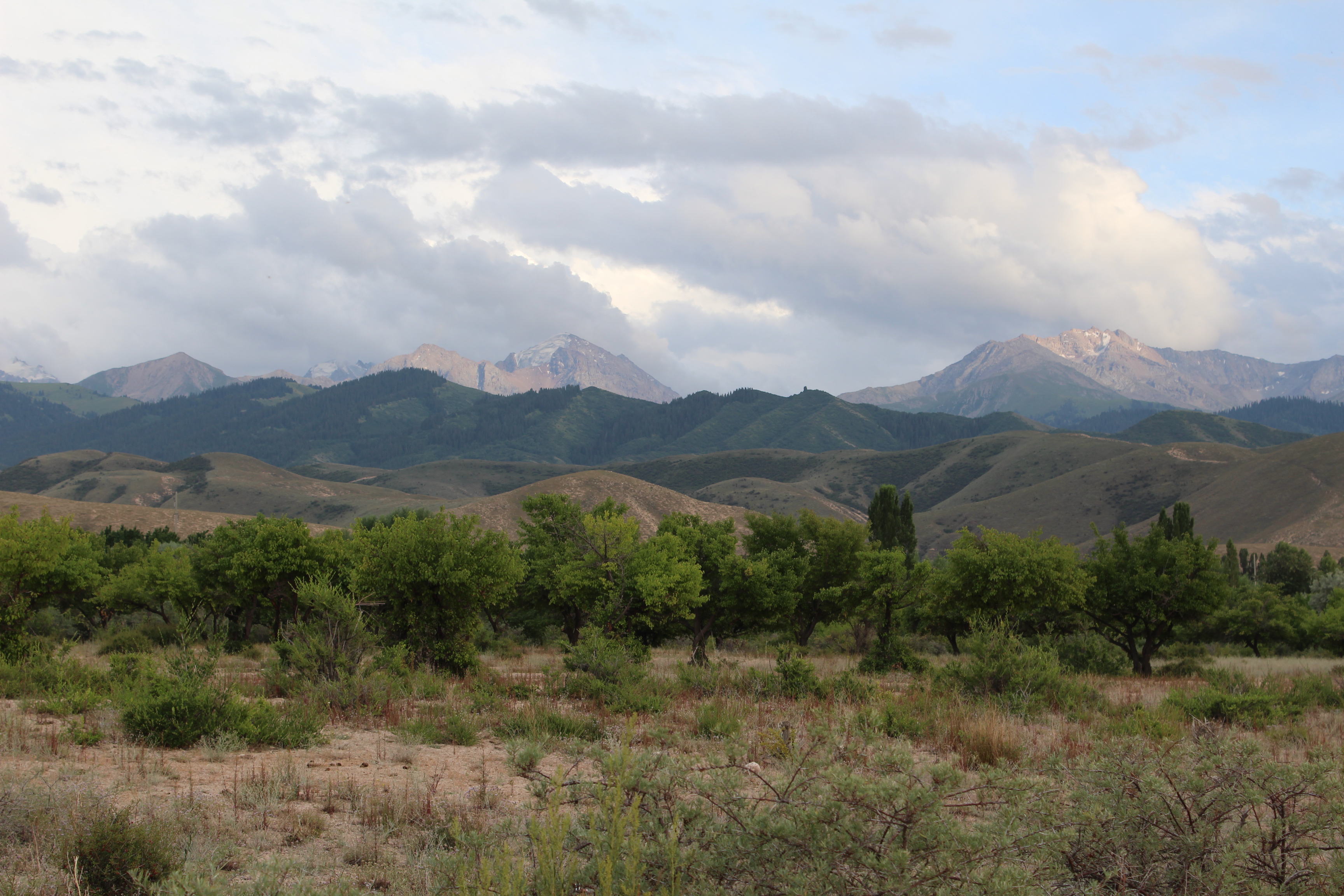
Bergskedjan Teskei Ala-Too sedd från stranden vid byn Ak Terek.
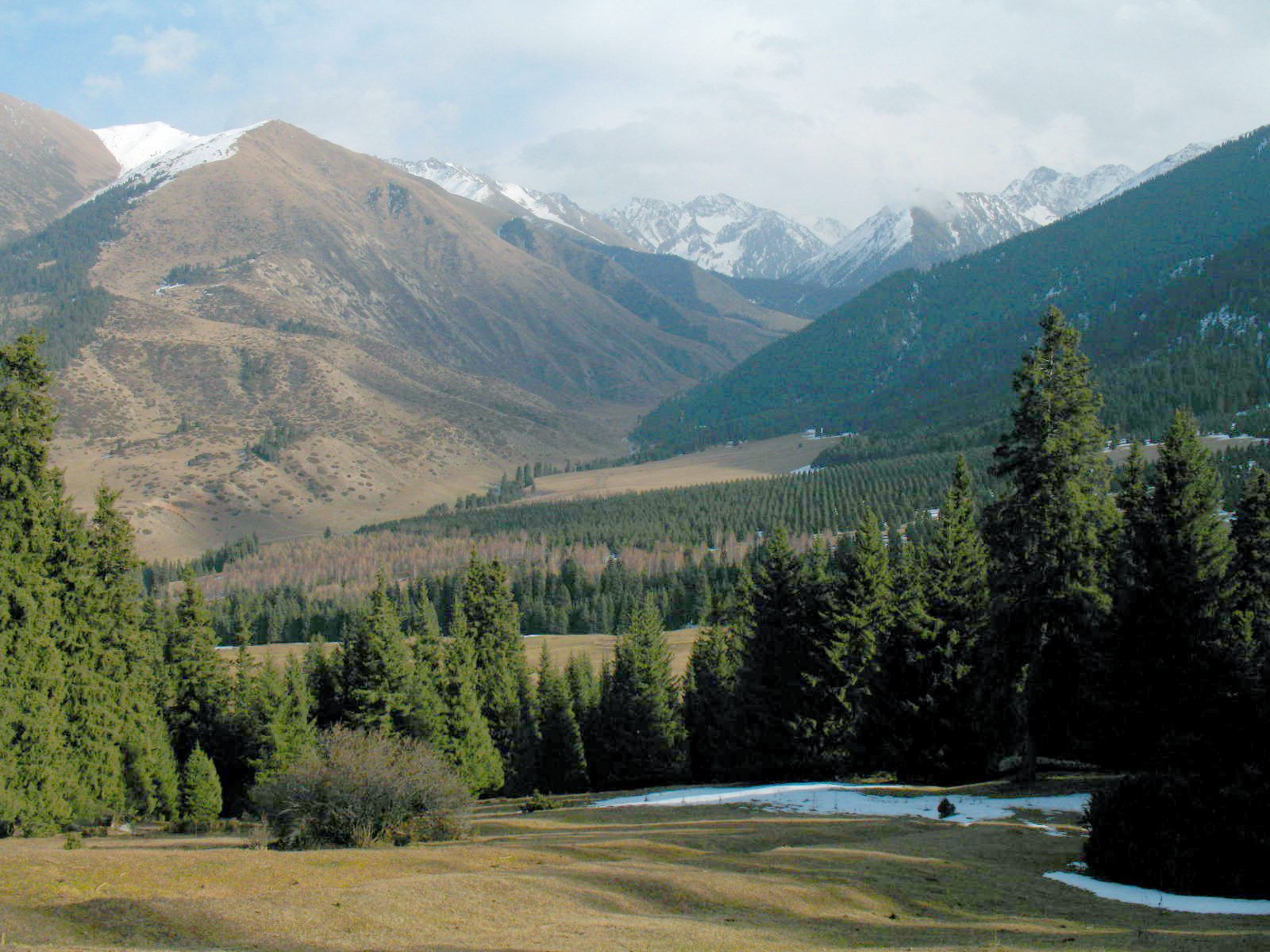
Bergen söder om klippformationen Jeti-Ögüz.